# Saprolegnia
La saprolegnia è un genere di omiceto spesso chiamato muffa di cotone a causa delle caratteristiche chiazze fibrose bianche o grigie che forma. La tassonomia attuale pone la "saprolegnia" come un genere degli heterokonti nell'ordine Saprolegniaceae.

## Habits
La "saprolegnia" in genere si nutre di rifiuti di pesci o altre cellule morte, inoltre trae vantaggio dalle creature che sono state ferite. Un'infezione è nota come oomicosi.
Tollera una vasta gamma di temperature, 3–33 °C (37–91 °F), ma è più diffusa a temperature più basse. Sebbene si trovi più frequentemente in acqua dolce, tollera anche l'acqua salmastra e persino il terreno umido.
I filamenti di "saprolegnia" (ife) sono lunghi con estremità arrotondate, contenenti le zoospore. La saprolegnia viaggia generalmente in colonie costituite da una o più specie. In primo luogo forma una massa di ife individuali. Quando la massa delle ife diventa abbastanza grande da essere vista senza l'uso di un microscopio, può essere chiamata micelio. Le colonie sono generalmente di colore bianco, sebbene possano diventare grigie sotto la presenza di batteri o altri detriti che sono rimasti intrappolati nella massa fibrosa.

## Riproduzione
Ha un ciclo di vita diploide che include sia la riproduzione sessuale che quella asessuata. Nella fase asessuata, una spora di "saprolegnia" rilascia zoospore. Entro pochi minuti, questa zoospora si encista, germina e rilascia un'altra zoospora. Questa seconda zoospora ha un ciclo più lungo durante il quale avviene la maggior parte della dispersione; continuerà a incistare e rilasciare una nuova spora in un processo, chiamato poliplanetismo, fino a quando non trova un substrato adatto. Quando si trova un mezzo adatto, i peli che circondano la spora si bloccheranno sul substrato in modo che possa iniziare la fase di riproduzione sessuale. È anche in questa fase del poliplanetismo che le "saprolegnia" sono in grado di provocare infezioni; la maggior parte delle specie patogene hanno minuscoli uncini all'estremità del pelo per aumentare la loro capacità infettiva.
Una volta saldamente attaccata, inizia la riproduzione sessuale con la produzione rispettivamente di gametangio, anteridio e ovogonio maschile e femminile. Questi si uniscono e si fondono insieme tramite tubi di fertilizzazione. Lo zigote prodotto è denominato oospora.

## Caratteristiche dell'infezione
La "saprolegnia" è generalmente un agente patogeno secondario, anche se nelle giuste circostanze può agire come primario. Prende di mira più frequentemente i pesci, sia in natura che in acquari. Attraverso necrosi della pelle, la "saprolegnia" si diffonde sulla superficie del suo ospite come una pellicola simile al cotone. Sebbene rimanga spesso negli strati epidermici, la muffa non sembra essere specifica per il tessuto. Un'infezione da "saprolegnia" è solitamente fatale e alla fine causa emodiluizione, sebbene il tempo alla morte vari a seconda della sede iniziale dell'infezione, della velocità di crescita e della capacità dell'organismo di resistere allo stress infettivo.
Le estese mortalità di salmone e trote migratorie nei fiumi dell'Europa occidentale negli anni '70 e '80, a causa dell'epidemia di UDN, sono state probabilmente quasi tutte causate dalle infezioni secondarie di "saprolegnia".
Evidenze storiche suggeriscono che la specie "saprolegnia" che colpisce i pesci d'acqua dolce australiani potrebbe essere un ceppo introdotto, importato nel 1800, con specie esotiche di salmonidi.